# Herrschaft Hardenberg

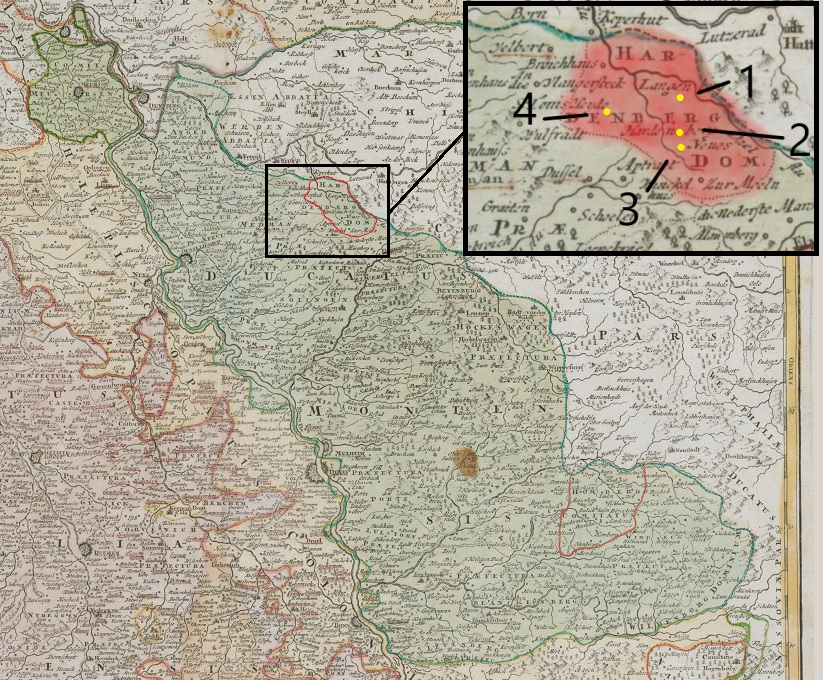
Herrschaft Hardenberg hervorgehoben in einer Karte des Herzogtums Berg von ca. 1700
1) Langenberg und Deilbach
2) Schloss Hardenberg (heute zu Neviges)
3) Neviges
4) Tönisheide (heute Velbert-Neviges)

Die Herrschaft Hardenberg war im Spätmittelalter und in der Frühen Neuzeit eine Unterherrschaft des Herzogtums Berg und umfasste neben den Dörfern Neviges und Langenberg die Bauerschaften (von Nord nach Süd) Dilldorf, Vossnacken, Rottberg, Richrath, Wallmichrath, Nordrath, Windrath, Kuhlendahl, Große Höhe, Untensiebeneick, Dönberg, Kleine Höhe und Obensiebeneick. Sie wurde 1808 aufgehoben.

## Geschichte
Nach Ludwig Bender, der 1879 die erste umfassende Darstellung über die Herrschaft Hardenberg vorlegte, wird ein hochadliges Geschlecht der Herren von Hardenberg erstmals 1145 urkundlich greifbar, damals mit dem Grafentitel, später als Dynasten oder Freiherren bezeichnet. Diese konnten ihre Eigenständigkeit gegenüber den aufstrebenden benachbarten Territorien von Berg und Mark jedoch nur bis 1354 bewahren, als sie ihre Herrschaft an Gerhard von Jülich-Berg verkauften und sich selbst auf Burg Hardenstein bei Witten niederließen.

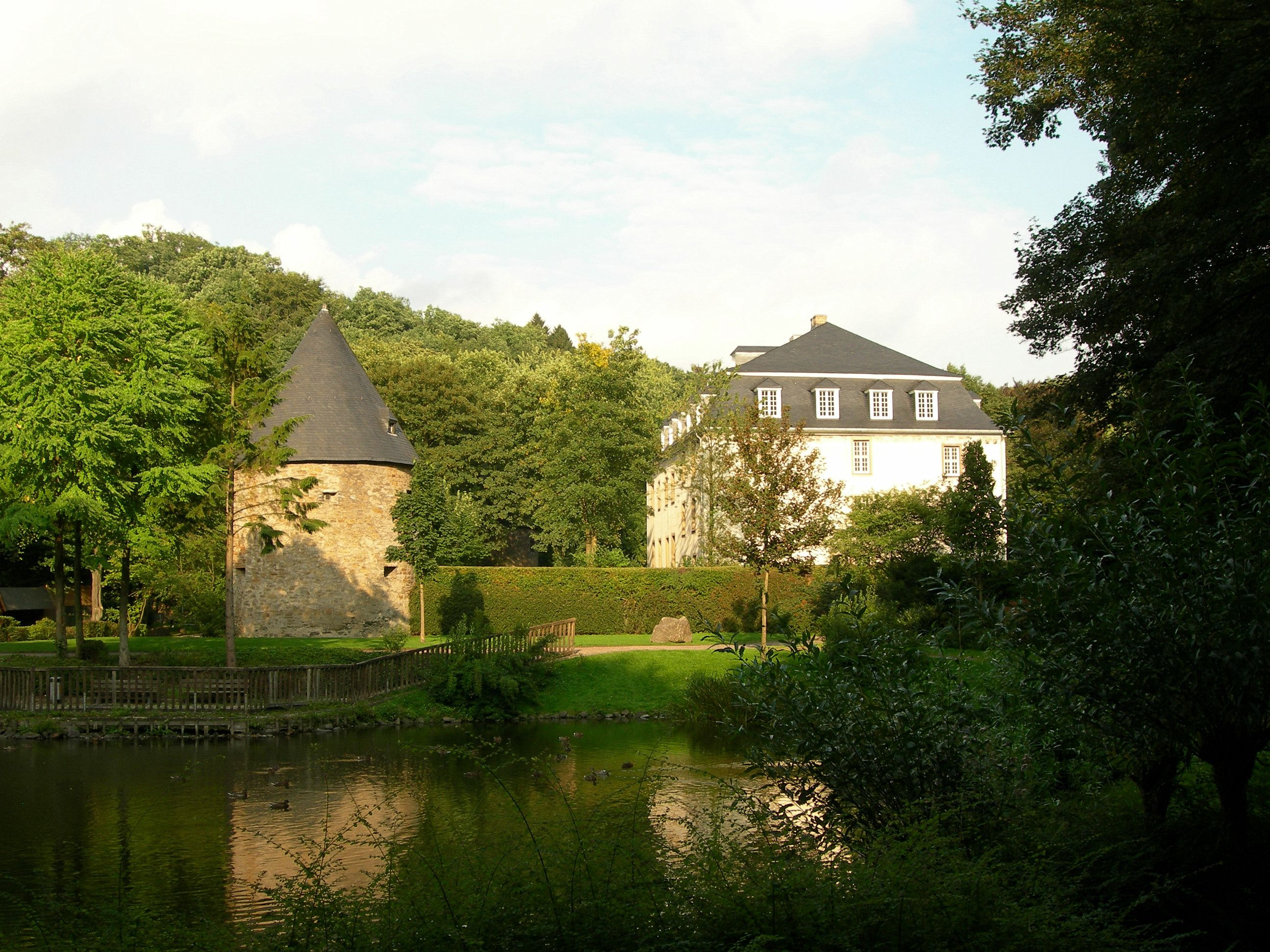
Schloss Hardenberg (Velbert)

Danach war Hardenberg ein bergisches Amt, das jedoch mit dem Schloss Hardenberg regelmäßig an verschiedene Adelige um hohe Summen verpfändet wurde. 1496 gingen Schloss und Amt als erbliches Lehen an Bertram von Gevertshagen über. 1529 kam die Herrschaft auf dem Erbwege an die Familie von Bernsau.
Bei der Belehnung 1651 wurde Hardenberg erstmals als bergische Unterherrschaft bezeichnet. Wie die andere bergische Unterherrschaft Broich war sie weitgehend selbständig. Die Einwohner zahlten nicht die bergischen Steuern, doch wurden auf sie die an den Herzog abzuführenden Unterherrengelder umgelegt. An den bergischen Zollstätten wurden sie wie Fremde behandelt. Wenngleich die Untertanen an das bergische Hofgericht nach Düsseldorf appellieren konnten, hatten die Herren von Hardenberg die volle Gerichtsbarkeit, wie die in der Bauerschaft Große Höhe gelegene Richtstätte ausweist.
In den 1570er Jahren holte Wilhelm IV. von Bernsau, der Inhaber der Herrschaft, reformierte Prediger an die Kirche in Neviges. Unter seinem Schutz fand 1589 die erste Bergische Synode statt. Die Gemeinde in Langenberg wandte sich dagegen erst 1593 vom Luthertum der Lehre der Reformierten zu. Nach der Rückkehr Johann Sigismunds von Bernsau 1649 zum Katholizismus und der Übernahme der Seelsorge 1676 durch Franziskaner bildete sich wieder eine katholische Gemeinde. Die Wallfahrt zu einem 1680 nach Hardenberg verbrachten Marienbild förderte den im gleichen Jahr begonnenen Klosterbau, und man konnte 1728 die noch heute existierende (alte) Wallfahrtskirche St. Mariä Empfängnis fertigstellen.
Gegen die Aufhebung des Franziskanerklosters opponierten neben der Familie von Wendt auch Bürger und Gastronomen, welche mit dem Kloster auch die damit verbundene Wallfahrt und auch die wiederum damit verbundenen Einnahmen bedroht sahen. So fiel das Kloster als letztes Mendikantenkloster des Herzogtums Berg der Säkularisation von 1803 zum Opfer, blieb aber auch nach 1806 Standort von Pfarre und Schule, so dass eine Basis für die Verlegung des Franziskaner-Zentralklosters von Wipperfürth nach Hardenberg im Jahre 1812 gegeben war. Damit kehrte klösterliches Leben zurück und überstand die Zeit bis 1845, als die preußische Krone die Aufnahme neuer Mitglieder wieder erlaubte. Das Franziskanerkloster bestand letztlich bis 2020. In diesem Jahr verließen die letzten sieben Franziskaner Hardenberg. Sie wurden von der Priestergemeinschaft St. Martin abgelöst, die seither die örtliche Marienwallfahrt betreut.
Auf weiterem Erbwege wurde Jobst Dietrich von Wendt am 17. März 1698 mit der Herrschaft Hardenberg belehnt. Die Familie von Wendt hatte die Herrschaft bis zu ihrer Aufhebung im Jahre 1806, während das napoleonische Großherzogtum Berg gebildet wurde, inne. Aus der Herrschaft Hardenberg wurde nunmehr die Munizipalität Hardenberg, die 1815 Teil des Königreichs Preußen wurde.

## Wirtschaft
Wirtschaftliche Bedeutung für die Herrschaft hatten neben der Wallfahrt und der Landwirtschaft der Bergbau auf Blei und die Alaungewinnung sowie die Leinen- und Bandherstellung als Hausgewerbe. In den nahe Velbert gelegenen Bauerschaften Richrath und Rottberg spielte die Schlösserherstellung bereits seit dem 16. Jahrhundert eine Rolle.

## Amtmänner
Folgende Amtmänner sind urkundlich belegt:
- 1361: Peter von Kalkum, amptman tzo Hardenberghe